# سوسن كاذب
السوسن الكاذب وعُرف سابقًا باسم سوسن ملوقي هي نوع من جنس السوسن، وهو جزء من الجنس الفرعي ليمنيريس وسلسلة سبورييا. وهو نبات جذمور معمر من أوروبا وآسيا وأفريقيا. لها أزهار أرجوانية أو بنفسجية، وأوراقها رفيعة مستطيلة. ويزرع على نطاق واسع كنبات للزينة في المناطق المعتدلة ويقومون بتهجينه لاستخدامه في الحديقة. لديها عدة نويعات، ولها العديد من الأسماء الشائعة بالإنكليزية مثل «السوسن الأزرق» و«السوسن الزائفة» و«السوسن الزنيم».

## الوصف
لها جذمور رقيق ونحيل يبلغ قطره حوالي 2 سم، ليفي وله سلوك متعرش. تحت الجذور توجد جذور سلكية.
السلوك المتعرش يخلق كتل متراصة من النباتات. ويمكن أن يصل عرضها إلى أكثر من 90 سم (35 بوصة).
لها أوراق قاعدية منتصبة ونحيلة على شكل سيف مؤنف (تنتهي بنقطة)، وهي خضراء زاهية إلى زرقاء خضراء. يمكن أن يصل طولها إلى ما بين 25-90 سم (10-35 بوصة) وعرض 5-12 ملم. هم عادة يبلغ طولها ما يقرب من طول الساق المزهرة. وبعد أن يزهر النبات ويضع البذور تموت الأوراق في أواخر الصيف.
لها ساق قوية ومنتصبة ومستديرة إذ يمكن أن يصل طوله إلى ما بين 50-80 سم (20-31 بوصة).
يحتوي الجذع على 1 أو 2 من الفروع الجانبية المستقيمة أو الباديل التي يبلغ طولها حوالي 2 سم.
يحتوي الجذع أيضًا على تقلبات ورمحية وخضراء ومساحات (أوراق برعم الزهرة) (أو قنابة). يبلغ طولها 40-80 سم (16–31 بوصة) ولها طرف غشائي. أوراق الكولين العلوية (على الساق) أقصر من الأجزاء الداخلية.
تحتوي السيقان (والفروع) على 1-4 أزهار طرفية (أعلى الساق) في الصيف بين مايو ويوليو. يزهرون بعد سوسن جيرمانيكا ويتشابهون في شكلهم مع سوسن x هولانديكا.
لها أزهار كبيرة ذات رائحة خفيفة يصل قطرها إلى 6-12 سم (2-5 بوصات) وتأتي بظلال من أرجواني أو أزرق موف أو بنفسجي-أزرق أو ليلكي-أزرق أو بنفسجي أو أزرق.
لها زوجين من البتلات 3 سبلات كبيرة (بتلات خارجية)، والمعروفة باسم «الشلالات» و3 بتلات داخلية أصغر (أو تيبالس والمعروفة باسم «الأساسات». السقوط بيضاوي على نطاق واسع أي بيضاوي الشكل أو دائري مع مخلب طويل (مقطع يؤدي إلى الجذع) يبلغ طول السقوط 4.5-6 سم (2-2 بوصة) وعرضه 2.5 سم، ولها عروق أرجوانية أو بنفسجية وشريط مركزي أصفر أو أبيض أو منطقة إشارة.
الأساسات قصيرة رمحية الشكل أو متداخلة منتصبة ومتموجة، وطولها 3-6 سم (1-2 بوصة) وعرضها 8-20 مم.
لها أنبوب حول الشرج يبلغ طوله 7-10 مم، وللمبيض منقار طويل مستدق يمكن أن يصل طوله إلى 40 مم.
لها نمط ضيق بنفسجي بطول 2.5 سم ووصمات بنفسجية أرجوانية ومئبر بطول 1.27 سم والتي تساوي طول الشعيرة.
وبعد أن تزهر السوسن تنتج كبسولة بذرة مستطيلة الشكل، وسداسية الشكل (2.5-4 سم) في سبتمبر. ولها ملحق طويل يشبه المنقار في الأعلى و6 بساتين طولية مرئية. داخل الكبسولة لونها بني فاتح والبذور زاويّة مع سطح غشائي رخو.

### الكيمياء الحيوية
في عام 2002 أجريت دراسة على جذور السوسن الكاذب، ووجدت سبعة جليكوسيدات ايريدال.
في عام 2007 أجري تحليل كيميائي على جذور السوسن الكاذب، وتُعزل العديد من المركبات 12أ- ديهيدروتينويد1 و11-ثنائي هيدروكسي -9 و10-ميثيلين ديوكسي -12 أ-ديهدروتينويد، جنبًا إلى جنب مع جليكوسيد الايسوفلافونويد الجديد تيكتورجينين-7-س-بيتا -جلوكوزيل-4'-O- بيتا جلوكوزيد، مع 4 مركبات معروفة أخرى، تيكتورجينين، تيكتورجينين -7-أو-بيتا-جلوكوزيل (1 -> 6) غلوكوزيد، تيكوريدين (تيكتورجينين -7-أ- بيتا-جلوكوزيد) وتيكتورجينين-4'-O- بيتا جلوكوزيد.
في عام 2012 قاموا بدراسة خمسة أنواع من السوسنة (سوسن أصفر وسوسن كروسيا والسوسن الكاذب وسوسن أورينتاليس وسوسن إنساتا) لقياس محتوى الفلافونويد والفينولات مع الجذور. احتلت سوسن سوداكوروس أعلى محتوى على حين احتلت سوسن كروسيا أقل محتوى.
في مايو 2014 أجريت دراسة حول النشاط الوقائي للكبد من السوسن الكاذب ضد السمية التي يسببها الباراسيتامول.
في يوليو 2014 قاموا بدراسة ثمانية سوسنيات من قسم ليمنيريس (سوسن كروسيا وسوسن إنساتا وسوسن أورينتاليس وسوسن سوداكوروس وسوسن سيتوسا وسوسن سيبيريكا مع أصنافها «خارق للعادة» و«ويسكي أبيض» والسوسن الكاذب وسوسن المبرقشة) للعثور على 12 مركبًا كيميائيًا (مركبات الفلافونويد، فينول، الكينونات، العفص، الصابونين، جليكوسيدات القلب، التربينويدات، القلويات، المنشطات، الجليكوسيدات والبروتينات).

### علم الوراثة
نظرًا لأن معظم السوسنيات ثنائية الصبغيات وتحتوي على مجموعتين من الكروموسومات، فيمكن استخدام هذا لتحديد الهجينة وتصنيف التجمعات. وقد عُد عدة مرات؛ 2 ن = 22، ويسترجارارد، 1938 ؛ 2 ن = 22، لينز وداي، 1963 ؛ 2 ن = 40، بانرجي، 1970 ؛ 2 ن = 40، شارما وسار، 1971 ؛ 2n = 40، روي et al. وآخرون، 1988. يُذكر عادةً تعداد الكروموسوم على أنه 2n = 22.

## التصنيف
يشير النعت اللاتيني المحدد spuria إلى المعنى «الزائف» كاذب. اعتقد لينيوس أن النباتات كانت هجينة وليست نوعًا حقيقيًا.

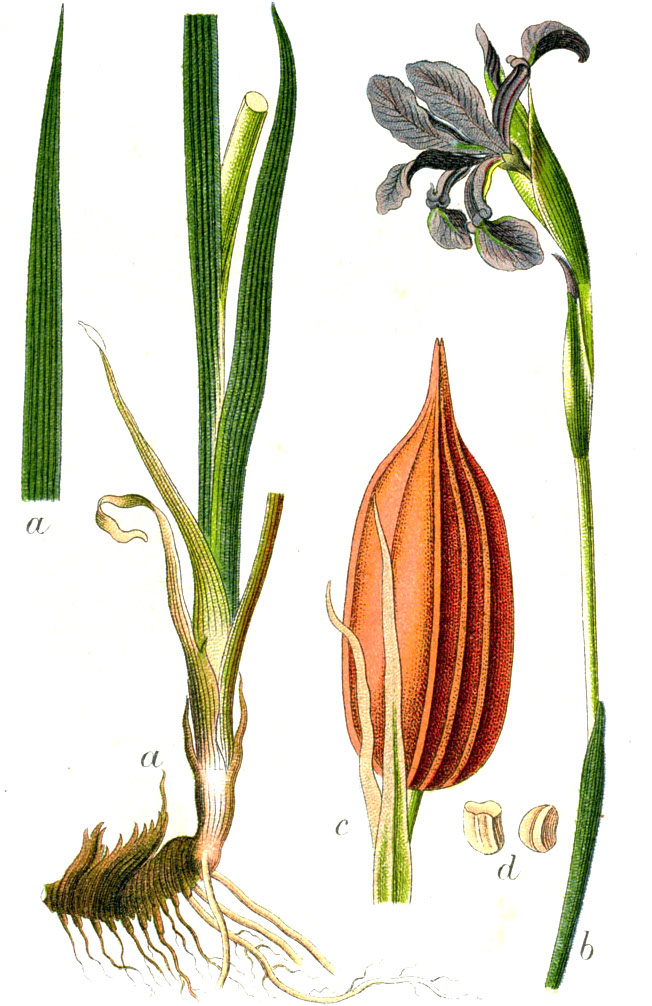
توضيح السوسن الكاذب في:جاكوب شتورم: "نباتات ألمانية في أبيلدونغن" شتوتغارت (1796)

تكتب كـ假鸢尾 بالخط الصيني والمعروف باسم جيا يوان وي في لغة بينيين الصينية.
في التشيك يطلق عليه Iris Iris žlutofialový.
تنطق كـ «إي-رايز سبور-إي-أه».
نظرًا للتوزيع الواسع للأنواع فإن لها العديد من الأسماء الشائعة المختلفة بما في ذلك «سوسن زائف»، «سوسن كاذب»، «سوسن باسترد»، «سوسن زرقاء» (في إنجلترا)، «سوسن فراشة» (أيضًا في إنجلترا)، «سوسن مستنقعية»، «سوسن السهوب»، «سوسن قصر السهوب» (في فرنسا)، و «ستيبين-شويرتليلي» (في ألمانيا)، و «دانسك سوسن» (في السويد). و «سوسن الملح» (أيضًا في السويد).
واسم آخر هو «سوسن شاطئ البحر»، ولكن هذا ينطبق على الأرجح على النويعة سوسن كاذب ساحلي أيضًا «سوسن الملح» و «سوسن مستنقع الملح»، لكن هذا ينطبق على سوسن هالوفيلا (نوع فرعي سابقًا).
وصفه لينيوس لأول مرة في عام 1753 وذلك في أنواع البلانتاروم المجلد 1 بأنه نوع ألماني.
في 4 نوفمبر 1876 وصف جون جيلبرت بيكر السوسن في كتاب تاريخ البستانيين في الصفحة 583. نُشر رسم توضيحي للسوسن في عام 1981 في غراي-ويلسون وماثيو رقاقة بصيلات النبات 28. ثم نُشر في 1982، بواسطة ب.ج. ردوت، لايلز والزهور ذات الصلة 183.

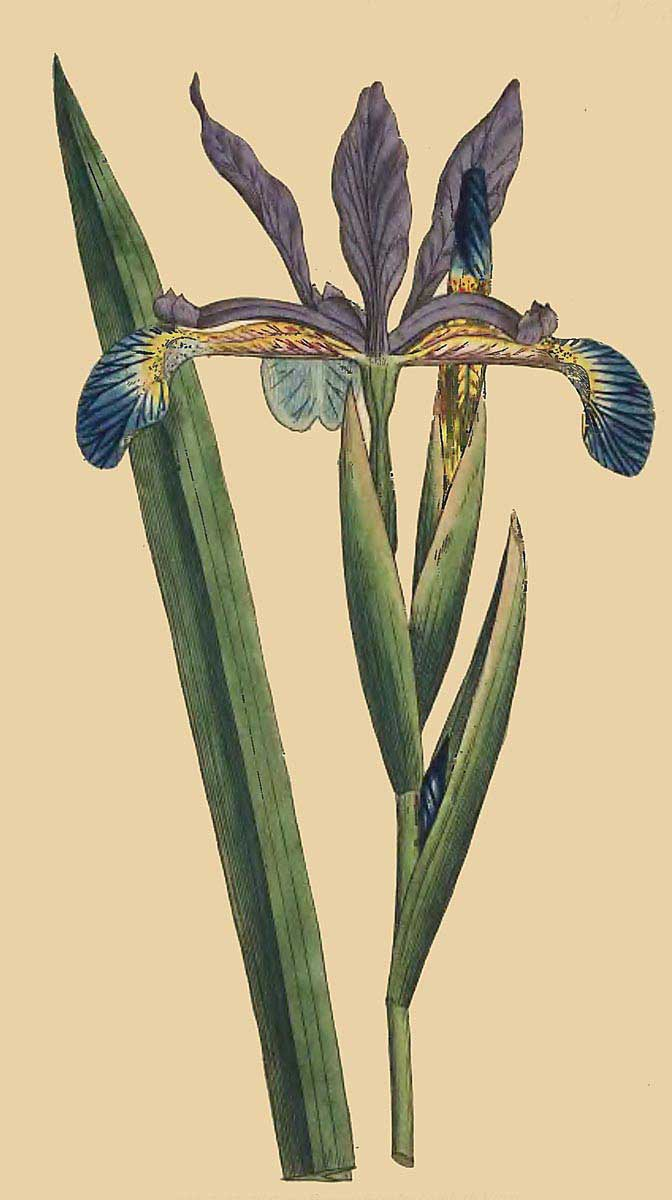
رسم توضيحي من ويليام كيرتس. المجلة النباتية (V.2) في عام 1790.

لديها عدة أنواع فرعية: سبير السوسن ديميتري (أتشف. وميرزوفا) ب ماثيو، نويعة ديميتري (أتشف. وميرزوفا) ب ماثيو، نويعة سوسن كاذب ساحلي. والنويعة مسولمونيكا (فومين) تخت. كانت تحتوي على 3 أنواع فرعية أخرى، والتي أعيد تصنيفها الآن على أنها أنواع منفصلة؛ سبير السوسن هالوفيلا (الآن سوسن هالوفيلا)، السوسن الكاذب ssp. ساجديانا (الآن سوسن هالوفيلا فار. ساجديانا والسوسن الكاذب الفرعي. نوثا (الآن سوسن نوثا).
نمت وزرعت في بريطانيا منذ 1573 وقاموا بتجنيسها في جنوب لينكولنشاير في عام 1836. كانت هناك مستعمرة أخرى تنمو في دورست ولكن في عام 1972 قاموا بتخريبها وتدميرها عمداً.
عثر عليه في الأصل في 10 يوليو 1955 ينمو في ليمهام بسكين في السويد. ونشر لاحقًا في الملاحظات النباتية في عام 1958.
وقد تحققت دائرة البحوث الزراعية التابعة لوزارة الزراعة الأمريكية من صحة ذلك في 20 أبريل 1998، ثم حُدِّث في 1 ديسمبر 2004. بدءًا من مارس آذار 2015 تعد الجمعية الملكية للبستنة السوسنَ الكاذبَ «اسمًا مقبولاً مبدئيًا».

## التوزيع والموطن
السوسنة السكرية موطنها منطقة واسعة جدًا، من إفريقيا إلى آسيا وأوروبا المعتدلتين والاستوائيتين.

### النطاق
توجد داخل إفريقيا في الجزائر. وداخل آسيا المعتدلة توجد في مناطق غرب آسيا في أفغانستان وإيران وتركيا. وفي مناطق القوقاز توجد في أرمينيا، وأذربيجان، وجورجيا، وسيكوكاسيا، وداغستان. وفي المناطق الروسية وسيبيريا في ألتاي وتشيليابينسك وجورنو ألتاي وكورغان ونوفوسيبيرسك وأومسك وتومسك. في مناطق آسيا الوسطى من كازاخستان وقيرغيزستان وتركمانستان وأوزبكستان ومنغوليا. حيث توجد أيضًا في الصين في مقاطعتي قانسو وشينجيانغ. وداخل آسيا الاستوائية توجد في مناطق شبه القارة الهندية في جامو وكشمير وباكستان.
داخل أوروبا توجد في مناطق شمال أوروبا من الدنمارك والسويد. وفي مناطق وسط أوروبا من النمسا وجمهورية التشيك وسلوفاكيا وألمانيا والمجر. وتوجد داخل أوروبا الشرقية في مناطق مولدوفا وباشكورتوستان وأوكرانيا وصربيا. وفي مناطق جنوب أوروبا من رومانيا وفرنسا وإسبانيا.
قاموا بتجنيسه داخل نيوزيلندا والمملكة المتحدة في لينكولنشاير.

### الموطن
تنمو السوسنة في الأراضي العشبية الرطبة موسمياً والمروج الرطبة (أو المراعي) والاهوار والسهول الرسوبية والأرض السبخة والمستنقعات والمكيس ومسطحات الملح.
كما ينمو السوسن في تربة الملح.

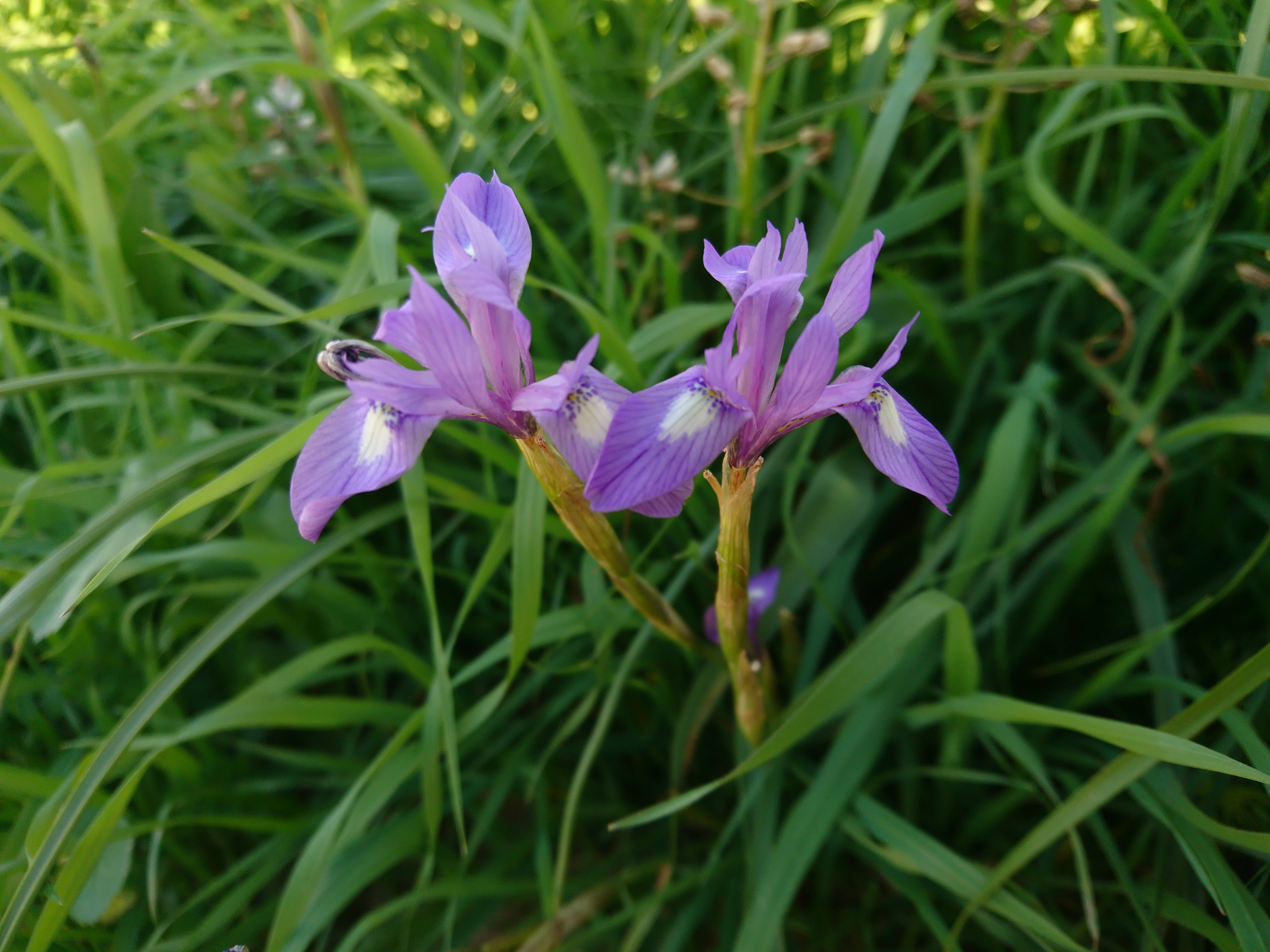
السوسنة البرية الكذبة في بهبهان بإيران

ويمكن العثور عليها متجنسةً في الأماكن الرطبة والعشبية عن طريق الخنادق وعلى الضفاف وعلى جوانب الطريق.

## طرق الحفاظ عليها

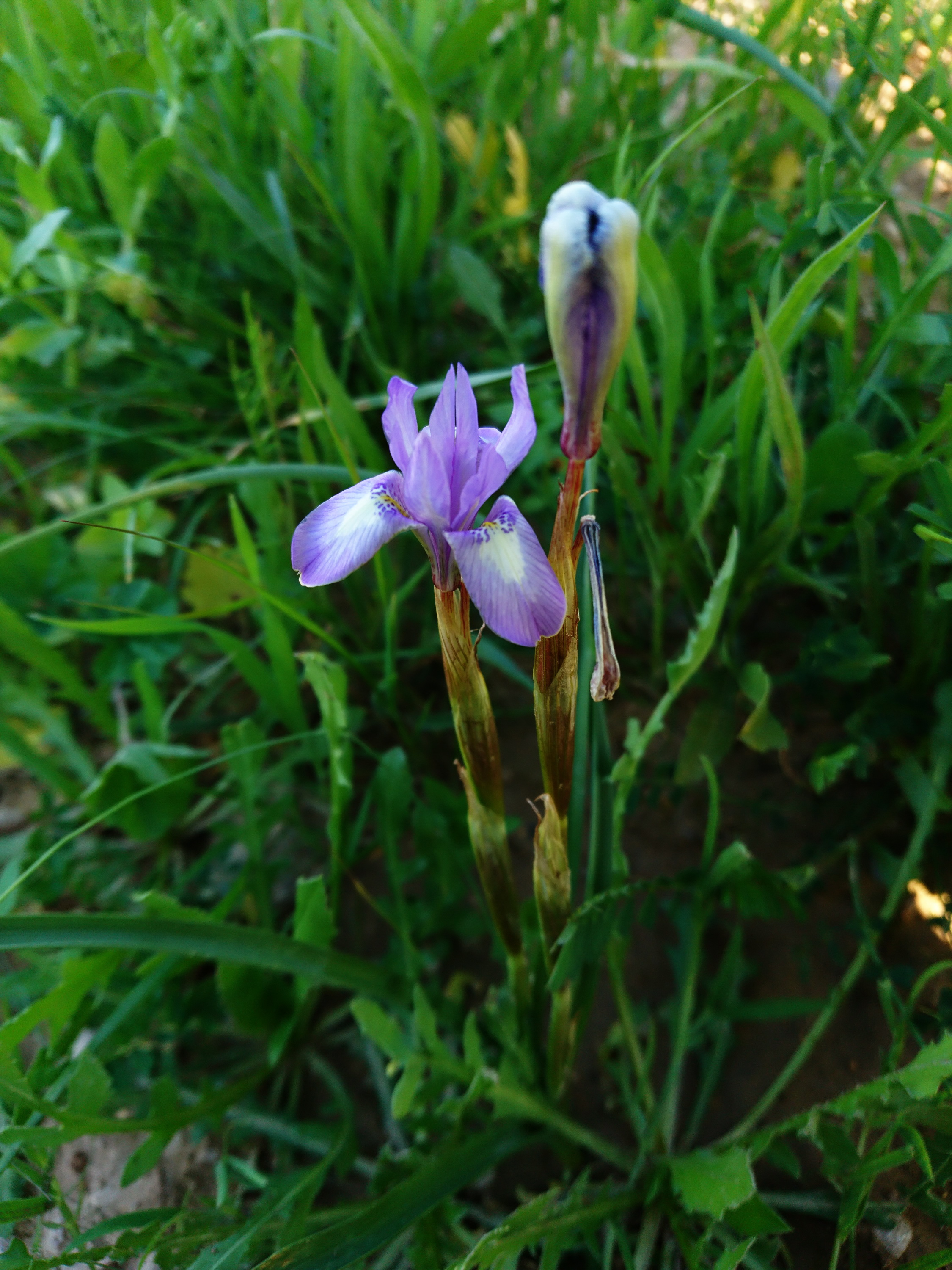
سوسنة كاذبة في بهبهان

أدرجت السوسنة عمومًا في قائمة «أقل القلق» في 26 أبريل 2013 في معظم البلدان الأوروبية. لكنها مدرجة على أنها نادرة أو مهددة بالانقراض في البعض.
في روسيا يُحظر تمامًا حفر جذور السوسنة البرية.
في السويد نادرة الوجود ولا توجد إلا في المروج الساحلية في جنوب السويد. أما في جزيرة سالثولم فقد كانت المستعمرة تتضاءل قبل أن يقوموا بحمايتها.
في ألمانيا نادرة والمستعمرات محمية.
في صربيا هي نادرة أيضًا. وداخل المجر تتمتع المستعمرات أيضًا بالحماية.
في تشيكوسلوفاكيا لديها ثروات مختلطة. أما في منطقة مورافيا تعتبر الآن منقرضة. وفي جمهورية سلوفاكيا صنفت على أنها من الأنواع «المهددة بالانقراض»، وهي مدرجة في الكتاب الأحمر مع حماية المروج الواقعة شمال وشرق أوتوروفو. إذ يوجد حاليًا في حوالي 10 مواقع في الأراضي المنخفضة في بودوناجسكي بالقرب من كومارنو وستوروفا نيترا.

## الزراعة
يُعتقد عمومًا أنه من السهل نموه.
من الصعب أن تكون بين منطقة وزارة الزراعة الأمريكية الـ3 والمنطقة 9. ثم إنه من الصعب أيضًا الوصول إلى المنطقة الأوروبية H2.
إنه يتحمل معظم أنواع تربة الحدائق وينمو على التربة الرطبة وتربة الملح ومستنقعات الملح. ثم إنه يفضل التربة الغنية بالدبال جيدة التصريف. وهو يتحمل التربة الحمضية لكنه يفضل التربة المحايدة.
يفضل المواضع التي تكون فيها الشمس الكاملة أو الظل الجزئي. مع أن الظل يقلل من كمية الإزهار.
يفضلون الصيف الحار والجاف ولا يحتاجون إلى الكثير من الماء إلا خلال فصل الربيع.
مثل معظم الأنواع في سلسلة الكاذبة فإنها لا تحب اضطراب الجذر.
من الأفضل زراعته من جذور نائمة في الخريف وأعمق في التربة من ايريس جيرمانيكا.
يمكن استخدامه على الحدود أو في الأسرة لقطع الزهور (للمنزل). فهي تخلق مجموعات كبيرة كاملة من النباتات.
يمكن العثور على أفيس نيوتوني ثيوبالد على ايريس بلودوي وايريس لاتيفوليا والسوسن الكاذب وتيغريديا بافونيا. كما يمكن العثور على خلل التوليب على السوسن الكاذب. السوسنة هي أيضًا النبات المضيف لـ Mononychus punctumalbum (هيربست، 1784، سوسة بذور السوسن - سوسة تتغذى على بذور السوسن). تضع السوسة بيضها داخل كبسولة بذور السوسنة وتتغذى اليرقات لاحقًا على البذرة وما يصل إلى بذرتين أخريين ثم تشرنق. يخرج السوس البالغ من كبسولات البذور ويطير من أجل الاستيفاء (السبات الصيفي) والسبات داخل التربة.

### التكاثر
يمكن تلقيحها بواسطة النحل.
يمكن أيضًا أن تتكاثر عن طريق تقسيم (الجذور) أو عن طريق زراعة البذور. ويعطي النمو بالبذور نتائج أكثر موثوقية.

### الهجن والأصناف

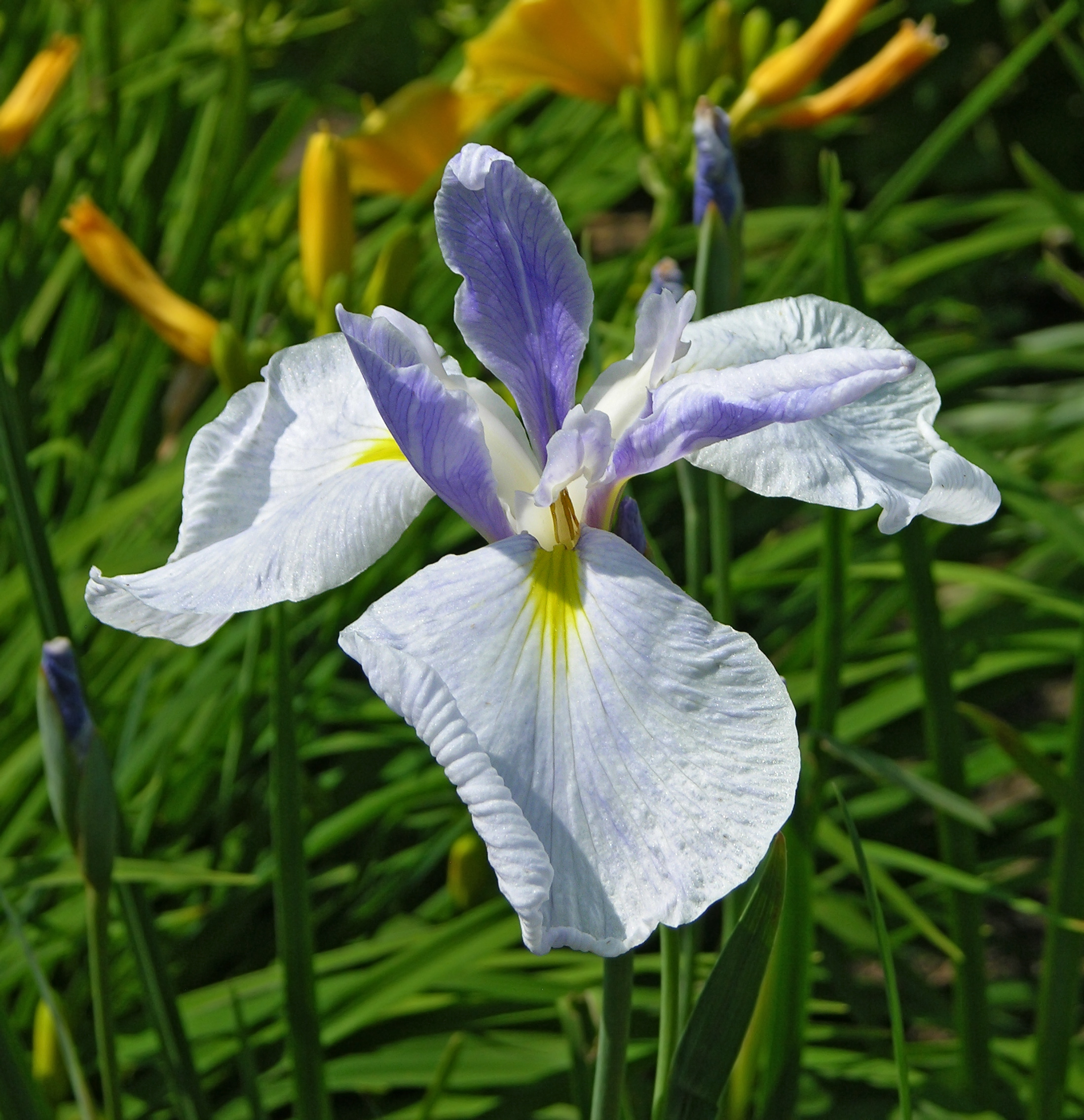
صنف نبات الالسوسن الكاذب "عيد ميلاد أبريل"

نظرًا لتنوع الأنواع (مع درجات تحمل مختلفة للحرارة أو الملح أو مقاومة البرودة)، فقد كانت مفيدة جدًا لمربي النباتات. أسهموا بتكاثر العديد من الأصناف الحديثة بأزهار أكبر في نطاق ألوان أوسع من الأنواع البرية.
تشمل أصناف السوسن الكاذب المعروفة؛ «أدوبي صن سيت» (مهجن بواسطة ماكوون، 1976)، «ايه جيه بلفور» و«البلص» و«ارشي أوين» (قام هاجر بتهجينه 1970)، «قبلة باربرا» (مهجن بواسطة ماك كوون، 1981)، «بليز» (مهجن بواسطة سيمونيت، 1964)، «بيليسينادو» (هجن بواسطة كورلو، 1988)، «بيتي كوبر» (هجن بواسطة ماك كوون، 1981)، ايريس «بيتي حبي» (هجن بواسطة ويكينكامب، 1988)، إيريس «بلو لاسي» (مهجن بواسطة نيسونجر، 1978)، 'كامبريدج بلو'، و'شيروكي شيف'، و'كلارك كوسجروف'، و'تصميم خاص'، و'ديناينسيس'، و'دانيكا'، و'شمعة الفجر'، و'الطيبة الجورجية'، و'هالوفيلا لوتيا'، وإمبريال برونز وميديا لوكس ونورتون صن لايت وبروتيج ومونسبور وبريمير وريد كلوفر.

## السمية
مثل العديد من السوسنيات الأخرى فإن معظم أجزاء النبات سامة (جذمور وأوراق)، ويمكن أن تسبب آلامًا في المعدة وقيئًا إذا قام أحد بتناولها عن طريق الخطأ. وقد يؤدي التعامل مع النبات إلى تهيج الجلد أو رد فعل تحسسي.